# Juntos y revueltos
Juntos y revueltos es una serie de televisión ecuatoriana de género comedia dramática producida por Rompekbezas Producciónes para TC Televisión en 2021. La serie es creada por José Rengifo y dirigida por Catrina Tala, David Flor y Ruth Coello. Se estrenó por TC Televisión el 19 de enero de 2021 en sustitución de la serie Promesas de campaña y finalizó el 14 de junio de 2021, siendo sustituida por la telenovela turca No llores mamá.
Está protagonizada por Erika Vélez y David Reinoso, acompañados también por Hilda Saraguayo, Víctor Aráuz, Ruth Coello y Marcelo Gálvez. Las grabaciones empezaron a fines de julio de 2020, bajo estrictas normas de bioseguridad por motivo de la pandemia de COVID-19 en Ecuador.

## Trama
La historia gira en torno a Leonardo (David Reinoso) el cual decide renunciar a su empleo por cuestiones de salud y para tener su propio negocio, un restaurante en la casa de sus padres, Don Vitaliano (Marcelo Gálvez) y Doña Margarita  (Ruth Coello), Leonardo vive junto con su nueva esposa Catalina (Erika Vélez) y su hijastra Victoria (Melissa Valverde), pero todo se complica cuando la ex de Leonardo, Paula (Hilda Saraguayo), y su hijo Samuel (Elihu Caldas) llegan a vivir con ellos.

## Reparto

### Reparto principal
- David Reinoso como Leonardo "Leo" Murillo López / José Francisco
- Erika Vélez como Catalina Mendoza de Murillo "Cata"
- Hilda Saraguayo como Paula Chaguay
- Marcelo Gálvez como Vitaliano Murillo Gálvez
- Ruth Coello como Margara "Margarita" López de Murillo
- Belén Idrobo como Fanny Yomaira Gordillo
- Elihu Caldas como Samuel Murillo Chaguay
- Melissa Valverde como Victoria Chica Mendoza
- Víctor Aráuz como Dalemberg Chica / Francisco José

### Reparto recurrente e invitados
- Christian Maquilón como Maicol David[5]
- Gerson Quinde como Houston Mogollón[5]
- Diego Chiang como Alexander[5]
- Michelle Prendes como Natty[5]
- Fernando Arboleda como Pochi[5]
- Maribel Solines como Leticia[5]
- Luis Mayorga como Roger[5]
- Daniela Baque como Mayensi[5]
- Vanessa Ortiz como Eulalia[5]
- Maricela Gómez como María Elena[5]
- Julio Cruz García como Vinicio[5]
- Andrés Otero como Don Carlos[5]
- Ángela Orellana como Bárbara[5]
- Valentina de Abreu como Álex "La conejita"[5]
- Ney Calderón como Michelle[5]
- Ariel Zöller como el Gringo[5]
- José Urrutia como Mandrilo[5]
- Alcira Mújica como Casilda[5]
- Domenica Menessini como Patty[5]
- Karen Peláez como Carmen "Carmencita / la Paisa"[5]
- Arturo Zöller como Luis Miguel "Luismi"[5]
- Bárbara Fernández como Yuribeth Gordillo[5]
- Tábata Gálvez como Doña Conchita[5]
- Jeff Nieto como Mirko[5]
- María Daniela Sánchez como Alondra[5]
- Juan José Jaramillo como Rulín[5]
- Chilo Granja como Rony[5]
- Andrés Garzón como Pepín[5]
- Jonathan Cruz como Zanahoria[5]
- Arturo Campos como Teodoro Beltrán[5]
- Gani como Dayanna[5]
- Héctor Garzón como Juan Manuel de la Torre[5]
- Prisca Bustamante como Consuelo[5]
- Carolina Piechestein como la gringa[5]
- Azucena Mora como la tía de Margarita[5]
- Joselyn Gallardo como ella misma[5]
- Leonardo Moreira como él mismo[5]
- Fabiola Véliz como ella misma[5]
- Mayra Jaime cómo ella misma[5]
- Álex Vizuete como El Brayan[5]
- Okan Yoré como él mismo[5]

## Producción
En octubre de 2020, TC Televisión anunció que se encontraba produciendo una nueva producción dramática en colaboración con la productora Rompekbezas Producciónes. El proyecto se presentó a los directivos del canal en noviembre de 2019, y un mes después recibió luz verde para sus grabaciones. Las grabaciones empezaron a fines de julio de 2020, bajo estrictas normas de bioseguridad por motivo de la pandemia de COVID-19 en Ecuador, siendo esta la segunda producción dramática ecuatoriana y del mismo canal en grabarse en medio de la pandemia, después de Antuca me enamora. En ese mismo mes se confirmó a Erika Vélez y David Reinoso como los protagonistas de esta producción.
El primer tráiler promocional salió a la luz en octubre de 2020, a través de TC Televisión, dónde también se confirmó la participación de Víctor Aráuz, Hilda Saraguayo y los primeros actores Marcelo Gálvez y Ruth Coello (quien a su vez es directora de escena). En septiembre de 2020, Érika Vélez abandona por un tiempo las grabaciones del seriado, ya que se traslada a Colombia para las grabaciones de la segunda temporada del reality MasterChef Ecuador de Teleamazonas, en el cual es conductora. A inicios de 2021 se continuó con las grabaciones del seriado, tras el regreso de Érika Vélez.